# Лінія Молотова
Лінія Молотова — неофіційна назва радянських укріплених районів, побудованих уздовж західного кордону СРСР і Німеччини в період 1940-1941 роках. 
Згідно з таємним протоколом Пакту Молотова — Ріббентропа між СРСР і Німеччиною межа сфер їх впливу проходила по річках Бузі, Нарві, Віслі, Сяні. До початку Другої світової війни вздовж радянського кордону була збудована система укріплених районів, відома під назвою Лінія Сталіна. Зміна кордону вимагала перебудови угруповання військ. Генеральний штаб Червоної армії розробив план прикриття нової лінії державного кордону. 

## Назва
В англо-саксонському світі поширена традиція давати кожному біль-менш помітному політичному явищу власне ім’я від імені причетного до нього політика. В міжнародній дипломатії встановлений у 1939 році кордон СРСР отримав назву «лінія Молотова — Ріббентропа». Вираз «лінія Молотова» популяризував у своїх творах історик Віктор Суворов. 

## Оборонна стратегія
З двома варіантами будівництва укріплених районів виступили Климент Ворошилов і Борис Шапошніков. Перший передбачав будівництво фортифікацій безпосередньо на кордоні з використанням натуральних височин на східних берегах річок Західного Бугу, Нарви, Бєбжи. У другому варіанті передбачалось збудувати укріплення на відстані 50 км від державного кордону. Сталін затвердив перший варіант. До 1945 року планували побудувати другу смугу й остаточно обладнати законсервовані укріплені райони вздовж старого кордону.

## Будівництво
Кордон від Балтійського моря до Карпат довжиною 4,5 тисячі кілометрів поділено тоді на три військові округи, в рамках яких створено 138 ділянок будівництва. Планувалося побудувати 23 укріплених райони з 37 вузлами оборони.  Останні мали утворюватись 2130 об'єктами довготривалої фортифікації. Кожний із укріплених районів складався зі смуги заслону, головної смуги оборони з фортифікаціями постійного типу та задньої смуги польового типу. В одно- і двоповерхових бункерах знаходилися підвали і підземні резервуари палива. Більші об’єкти були оснащені генераторами, а більша частина приміщень була герметична. Майже всі схрони мали висувні перископи, а також (за винятком спостережно-бойових бункерів) — значне озброєння. Оточення бункерів мало додатково теренові перешкоди – «сходи Тиціана» на схилах, бетонні протитанкові загородження «зуби дракона» і засіки з колючого дроту. Основним будівельним матеріалом був щебінь з Кавказу. Навесні 1941 року працює на будівництві укріплень 140 000 солдатів і 18 000 цивільних фахівців та необлікована кількість місцевого цивільного населення. Згідно з німецьким інвентарем на лінії Молотова було близько 1900 об'єктів. З них близько 800 будівель на стадії будівництва. Завершено будівництво 542 кулеметних бункерів, 460 протитанкових бункерів, 68 бункерів фортечної артилерії і 43 штабних бункерів. За радянською статистикою, до початку війни з 5807 довготривалих оборонних споруд 13-ти укріплених районів були готові лише 880. Готовність укріплених районів становила в середньому 15-20%.  
| Назви Укріплених районів   | Фронт, км | Глибина, км | Кількість вузлів оборони | Кількість ДОС |
| -------------------------- | --------- | ----------- | ------------------------ | ------------- |
| Тельшяйський               | 75        | 5-16        | 8                        | 366           |
| Шауляйський                | 90        | 5-16        | 6                        | 403           |
| 44-й Каунаський            | 106       | 5-16        | 10                       | 599           |
| 48-й Алитуський            | 57        | 5-16        | 5                        | 273           |
| 68-й Гродненський          | 80        | 5-6         | 9                        | 606           |
| 66-й Осовецький            | 60        | 5-6         | 8                        | 594           |
| 64-й Замбровський          | 70        | 5-6         | 10                       | 550           |
| 62-й Берестейський         | 120       | 5-6         | 10                       | 380           |
| Ковельський                | 80        | 5-6         | 9                        | 138           |
| 02-й Володимиро-Волинський | 60        | 5-6         | 7                        | 141           |
| 04-й Струмилівський        | 45        | 5-6         | 5                        | 180           |
| 06-й Рава-Руський          | 90        | 5-6         | 13                       | 306           |
| 08-й Перемишльський        | 120       | 4-5         | 7                        | 186           |

## Оборона
Переважна більшість споруд знаходилося без встановленого озброєння, оскільки промисловість не справлялася з виконанням великого числа військових замовлень. «Лінія Молотова» не зіграла значної ролі в оборонних боях. Вузли оборони, які встигли зайняти радянські війська, обходилися і блокувалися німцями в перші дні, а потім знищувалися штурмовими групами. На 12-й день війни замовкли гармати й кулемети штабного доту «Орел», який захищала група бійців (25-27 осіб) під командуванням лейтенанта І. І. Федорова. Окремі ДОТи тримали оборону до 14 днів.